# Pellenes brevis
Pellenes brevis là một loài nhện trong họ Salticidae.
Loài này thuộc chi Pellenes. Pellenes brevis được Eugène Simon miêu tả năm 1868.

## Hình ảnh

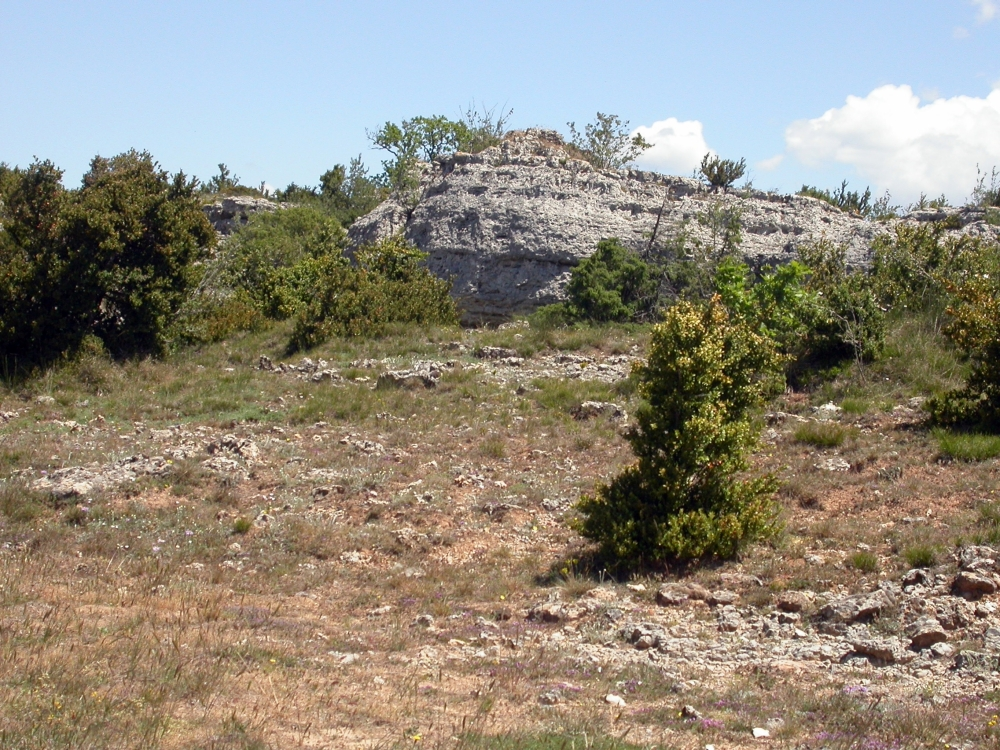
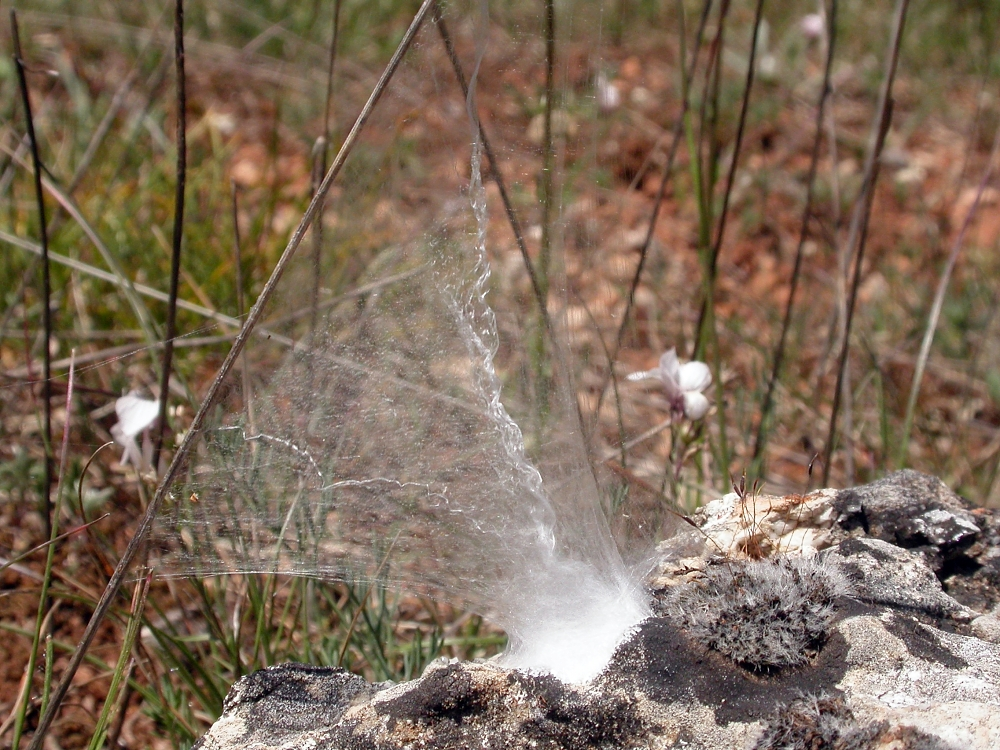
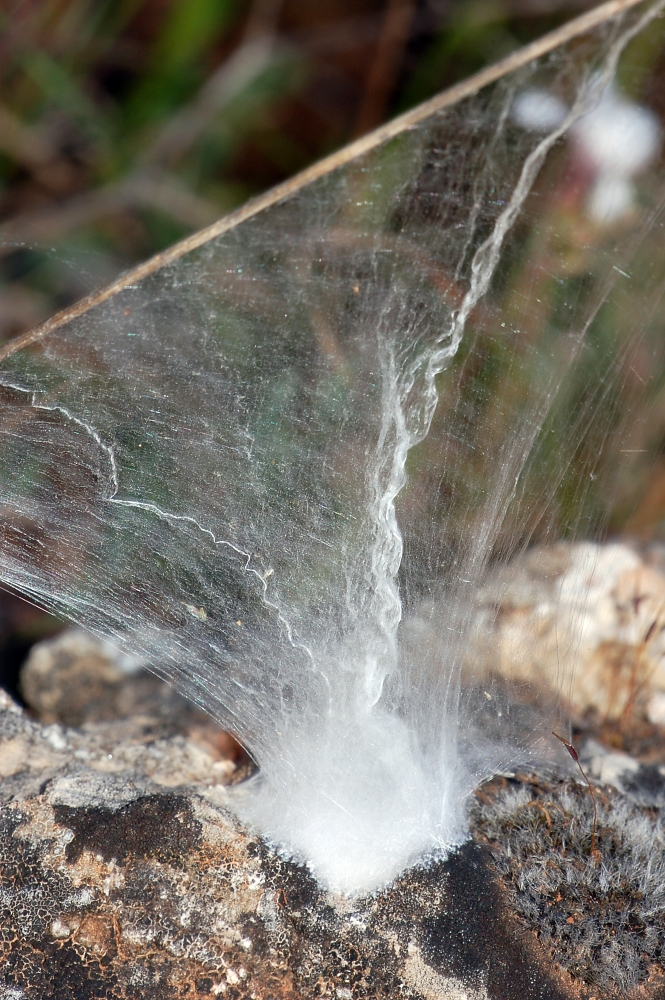
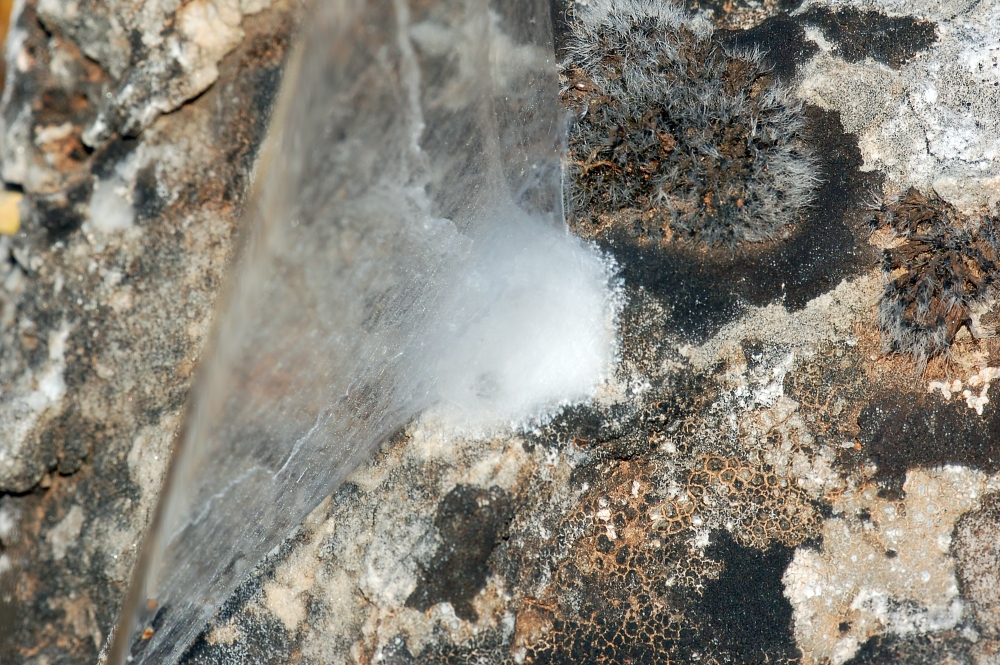